# Marian Spychalski
Marian Spychalski, ps. „Marek”, „Orka” (ur. 6 grudnia 1906 w Łodzi, zm. 7 czerwca 1980 w Warszawie) – polski działacz komunistyczny i architekt, w latach 1944–1952 poseł do Krajowej Rady Narodowej i na Sejm Ustawodawczy (w październiku 1951 pozbawiony immunitetu). W 1945 założyciel Biura Organizacji Odbudowy Warszawy przekształconego w Biuro Odbudowy Stolicy. W latach 1950–1956 więzień polityczny. W latach 1957–1972 poseł na Sejm PRL II, III, IV i V kadencji, członek Komitetu Centralnego i Biura Politycznego KC PZPR (1956–1970), przewodniczący Rady Głównej Społecznego Funduszu Odbudowy Stolicy, prezydent Warszawy (1944–1945), przewodniczący Ogólnopolskiego Komitetu Frontu Jedności Narodu (1968–1971) i przewodniczący Rady Państwa (1968–1970), członek tajnego Centralnego Biura Komunistów Polski przy Komitecie Centralnym WKP (b) od 11 lipca 1944, szef Sztabu Głównego Gwardii Ludowej (1942), szef Sztabu Głównego Naczelnego Dowództwa Wojska Polskiego (1944), szef Głównego Zarządu Politycznego WP (1956), w 1949 minister odbudowy i budownictwa, minister obrony narodowej (1956–1968), marszałek Polski (mianowany 7 października 1963 – był ostatnią osobą, której nadano ten stopień), z wykształcenia i praktyki inżynier architekt. Budowniczy Polski Ludowej.

## Życiorys

### Dzieciństwo i młodość
Urodził się 6 grudnia 1906 w Łodzi w robotniczej rodzinie Józefa – mistrza w łódzkiej fabryce Frenkla, członka PPS-Frakcji Rewolucyjnej – i Franciszki Leśkiewicz pochodzącej ze wsi Kowale nad Wartą k. Sieradza, zajmującej się krawiectwem. Jego bratem był Józef Spychalski, komendant Armii Krajowej na Kraków.
Okres I wojny światowej spędził w rodzinnej wsi matki, do Łodzi wrócił w 1919.

### Dwudziestolecie międzywojenne
W 1926 skończył Męskie Gimnazjum Matematyczno-Przyrodnicze w Łodzi, przy ul. H. Sienkiewicza 49. Od 1929 członek Związku Niezależnej Młodzieży Socjalistycznej „Życie”. Rozpoczął studia na Wydziale Architektury Politechniki Warszawskiej. W 1929 otrzymał II nagrodę za pracę Tanie mieszkania robotnicze. W czasie studiów, w ramach wymiany, odbył praktyki w Czechosłowacji, zapoznając się z tamtejszą architekturą. W 1931 ukończył studia z wyróżnieniem, uzyskując dyplom inżyniera architekta. Jego pierwszą pracą po studiach było zatrudnienie w pracowni architektonicznej Czesława Przybylskiego.
W 1931 wstąpił do Komunistycznej Partii Polski. Z ramienia KPP penetrował legalne organizacje społeczno-polityczne.
Od 1932 członek Stowarzyszenia Architektów Polskich, a później również Towarzystwa Urbanistów Polskich.
Od czerwca 1933 zatrudniony w Wydziale Planowania Zabudowy Miasta Poznań. Przejście do Poznania miało w pewnym sensie zabezpieczyć go przed inwigilacją warszawskiej policji. Zamieszkał przy ul. Łąkowej 21. 5 lutego 1935 ożenił się z absolwentką Wydziału Pedagogicznego Wolnej Wszechnicy Polskiej, Barbarą Skrzypczak (również członkinią KPP). Partyjnym zadaniem Spychalskiego w Poznaniu było pozyskiwanie dla idei komunistycznych pracującej inteligencji. W 1933 z jego inicjatywy utworzono Koło Młodych Lekarzy, organizację niezależną od popieranego przez rząd Związku Lekarzy Państwa Polskiego. Członkowie organizacji otaczali opieką lekarską działaczy rewolucyjnych, a także wystawiali świadectwa lekarskie ułatwiające przedterminowe zwolnienia z więzień lub przeniesienia w lepsze warunki oraz zaświadczenia lekarskie zwalniające z pracy na czas działań partyjnych. Organizowano też odczyty i prelekcje. Spychalski zorganizował w tym czasie komórkę KPP w poznańskich warsztatach kolejowych.
W 1934 zdobył drugie miejsce w konkursie architektonicznym na opracowanie ogólnego planu zabudowania Katowic (przy współpracy Władysława Czarneckiego). W czerwcu 1935 objął stanowisko kierownika Pracowni Planu Ogólnego Wydziału Planowania w Zarządzie Miejskim w Warszawie. Opracowywał m.in. projekt tzw. Dzielnicy Piłsudskiego. W 1936 razem z architektem Markiem Leykamem uzyskał drugie miejsce w konkursie architektonicznym na centralną część śródmieścia Gdyni oraz na jachtową część portu. W 1937 został laureatem nagrody Grand Prix w Paryżu. Nagroda na Międzynarodowej Wystawie „Sztuka i Technika” przyznana została za projekt nowego planu zabudowy Warszawy. W 1938 uzyskał stypendium od prezydenta Warszawy Stefana Starzyńskiego i wyjechał do Holandii i Niemiec, aby analizować plany zagospodarowania wielkich miast w tych państwach.
Do najważniejszych obiektów zaprojektowanych przez Spychalskiego w okresie międzywojennym należały:
- Osiedle Opieki Społecznej na Naramowicach w Poznaniu jako stażysta (1933),
- Cmentarz parafialny św. Jana Vianneya w Poznaniu przy ul. Lutyckiej (Podolany) – współprojektant,
- Szkoła Powszechna nr 46 im. Marszałka Józefa Piłsudskiego w Poznaniu[17],
- baseny pływackie na Niestachowie w Poznaniu (lipiec 1938),
- boisko sportowe AZS Poznań przy ul. Pułaskiego,
- boisko sportowe przy ul. Gdańskiej w Poznaniu (Śródka),
- plan podziału terenów państwowych na Golęcinie w Poznaniu,
- plan szczegółowy cmentarza junikowskiego w Poznaniu (niezrealizowany),
- plan arterii średnicowej pomiędzy ul. Zwierzyniecką, Kaponierą, Świętym Marcinem a placem Wiosny Ludów i ul. Wrocławską w Poznaniu,
- plan stworzenia połączenia (arterii) pomiędzy ul. Wrocławską a Mostem św. Rocha w Poznaniu (1938–1939),
- plany otoczenia i dojazdów do tzw. Mostu Zjednoczenia – obecnie Most Królowej Jadwigi w Poznaniu,
- korty Legii w Warszawie,
- trasa położona ponad kilometr od Al. Jerozolimskich, dzisiejsza Trasa Łazienkowska[18][19],
- projekt muzeum historii naturalnej, dla ekspozycji zbiorów gromadzonych przez polskie instytucje naukowo-akademickie od XVIII/XIX wieku[20].

### II wojna światowa

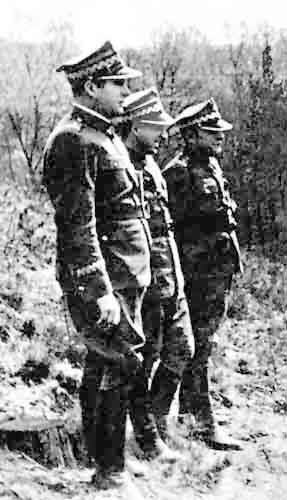
Generałowie Karol Świerczewski, Marian Spychalski i Michał Rola-Żymierski (stoją od prawej) nad Nysą w 1945

Wojnę obronną spędził w Warszawie. Na początku okupacji Wydział Planu Ogólnego, w tajemnicy przed Niemcami, kontynuował pracę nad planami przebudowy stolicy, uwzględniając zniszczenia spowodowane przez wrześniowe walki.
8 grudnia 1939 przybył do Lwowa po żonę Barbarę i córkę Hannę, które schroniły się w tym mieście po wybuchu II wojny światowej. Nie podjął pracy w okupowanym Lwowie i zdecydował się na nielegalny powrót do Warszawy przez „zieloną granicę” wraz z żoną i córką. Doszło do tego w sylwestrową noc 31 grudnia 1939. 2 stycznia był już w Warszawie.
Od 1940 pracował społecznie w kierowanej przez Stanisława Tołwińskiego Pracowni Architektoniczno-Urbanistycznej przy Warszawskiej Spółdzielni Mieszkaniowej. W Pracowni Planu Ogólnego Wydziału Planowania był zatrudniony był do lata 1942; musiał zrezygnować z uwagi na zaangażowanie w pracę konspiracyjną po objęciu stanowiska Szefa Sztabu Głównego Gwardii Ludowej.
Na początku okupacji działał w środowisku „Biuletynu Radiowego” – grupy komunistycznej złożonej z przedwojennej inteligencji. Pod koniec 1941 roku został członkiem Egzekutywy Centralnej i dowódcą grup bojowych nowo powołanej lewicowej organizacji konspiracyjnej – Związku Walki Wyzwoleńczej. Od 1942 działał w Polskiej Partii Robotniczej; zajmował stanowisko szefa Sztabu Głównego Gwardii Ludowej. Po konflikcie z dowódcą Gwardii Ludowej Bolesławem Mołojcem (na tle zignorowania polecenia Mołojca towarzyszenia jednemu z oddziałów GL w wymarszu na Kielecczyznę) i usunięciu ze stanowiska szefa sztabu GL został od stycznia 1943 szefem Wydziału II Sztabu Głównego GL odpowiedzialnego za wywiad.
Historyk Władysław Bułhak stwierdził, że Spychalski w czasach stalinowskich przyznał się w trakcie śledztwa prowadzonego przez X Departament Ministerstwa Bezpieczeństwa Publicznego – co jednak w związku z metodami śledztw (przesłuchiwany był codziennie przez wiele godzin; był znieważany i męczony pytaniami tak długo, aż przyznał się do wersji oczekiwanej przez śledczego; trzymano go na przemian w zagnojonym karcerze lub w wilgotnej zagrzybionej celi z wiecznie zapaloną żarówką) rzuca cień na wiarygodność zeznań – do współautorstwa w 1943 specyficznego donosu do Gestapo, zawierającego listę 48 osób – domniemanych przedstawicieli „żydokomuny” jako formy denuncjacji niewygodnych dla PPR osób związanych z Gestapo i „aparatem reakcyjnego podziemia”. Bułhak podaje, że lista zawierała dużą grupę nazwisk przypadkowych, niemających jakichkolwiek powiązań ze strukturami podziemia. Niemal tyle samo było podejrzewanych przez struktury Armii Krajowej bądź Narodowych Sił Zbrojnych o współpracę z okupantem. Pojedyncze osoby można określić jako zaangażowane na trzeciorzędnych pozycjach w działalność AK bądź NSZ (niektóre z nich były podejrzewane przez AK o jednoczesną współpracę z Gestapo). Osoby z listy zostały w większości aresztowane przez Gestapo. Historyk Robert Spałek zwrócił uwagę na małą wiarygodność źródeł historycznych dotyczących donosu, dlatego mówił o tych działaniach w trybie warunkowym i z wielką ostrożnością. Donos wchodził w zestaw zarzutów postawionych Spychalskiemu, w czasach stalinowskich, kiedy był w więzieniu, przez śledczych z dziesiątego departamentu Ministerstwa Bezpieczeństwa Publicznego.
W listopadzie 1950 Spychalski odwołał przyznanie się do donosu. Osoby wytypowane przez Bolesława Bieruta do potwierdzenia winy Spychalskiego w sprawie donosu (Piotr Jaroszewicz i Włodzimierz Lechowicz), mimo terroru moralnego i fizycznego, nie złożyły zeznań obciążających Spychalskiego.
Od stycznia 1944 był członkiem Krajowej Rady Narodowej. Po utworzeniu Armii Ludowej został szefem Oddziału II Sztabu Głównego. Od marca 1944 był w składzie Komitetu Centralnego PPR. W marcu 1944 został wysłany przez Władysława Gomułkę do Moskwy w składzie delegacji KRN. Delegacja dotarła do Moskwy dopiero w maju 1944 i została przyjęta przez Józefa Stalina. Spychalski został dokooptowany do składu tajnego Centralnego Biura Komunistów Polski przy Komitecie Centralnym WKP (b) i wziął udział w pracach nad powołaniem Polskiego Komitetu Wyzwolenia Narodowego, m.in. był współautorem Manifestu PKWN. 7 sierpnia przybył wraz z kilkoma innymi członkami PKWN do Lublina. Od lipca do września 1944 był szefem Sztabu Głównego Naczelnego Dowództwa Wojska Polskiego. W maju 1945 wszedł w skład Biura Politycznego KC PPR.

### Okres powojenny

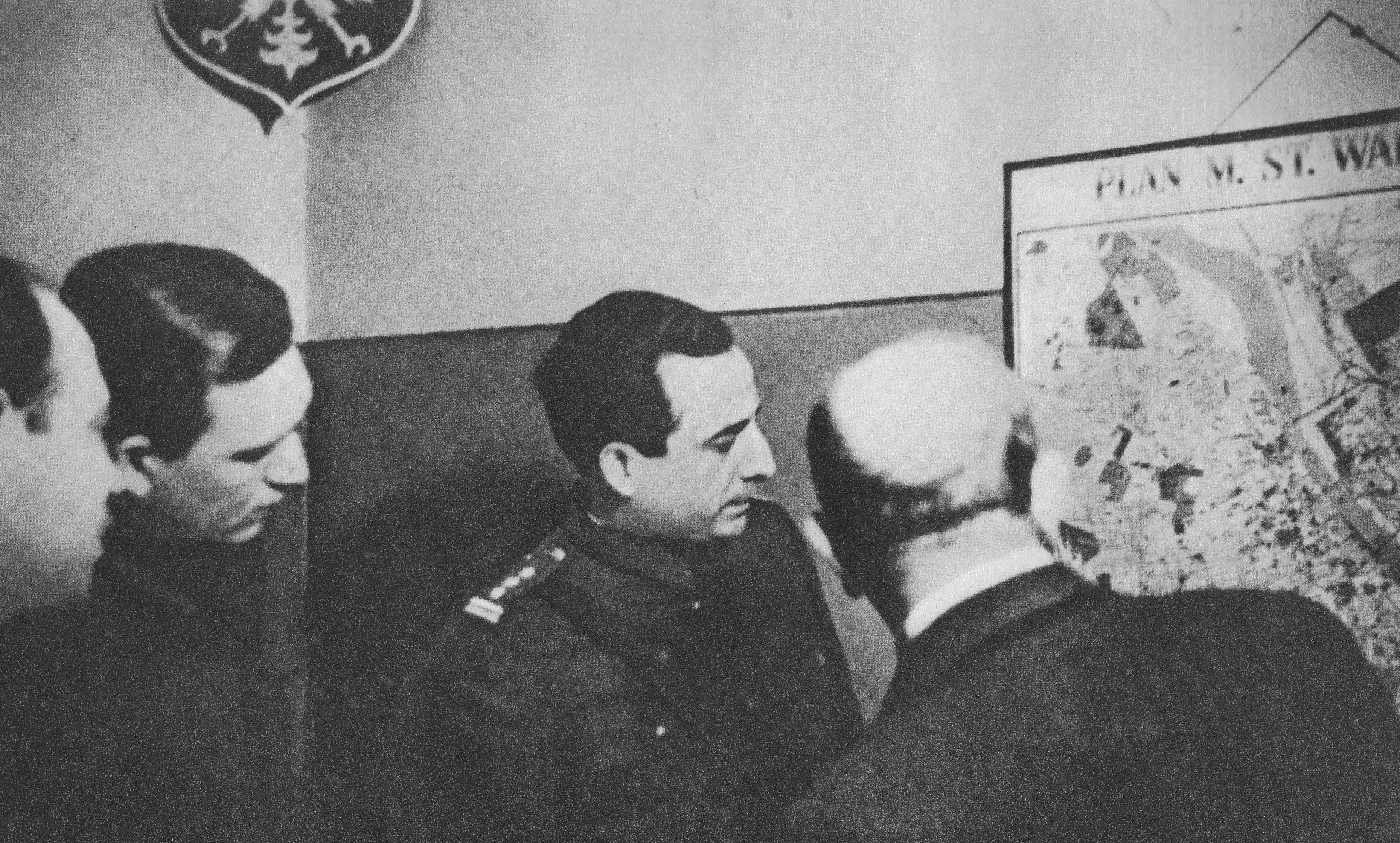
Marian Spychalski (w środku) w pierwszej siedzibie Zarządu Miasta w Budynku Dyrekcji Kolei Państwowych, jesień 1944

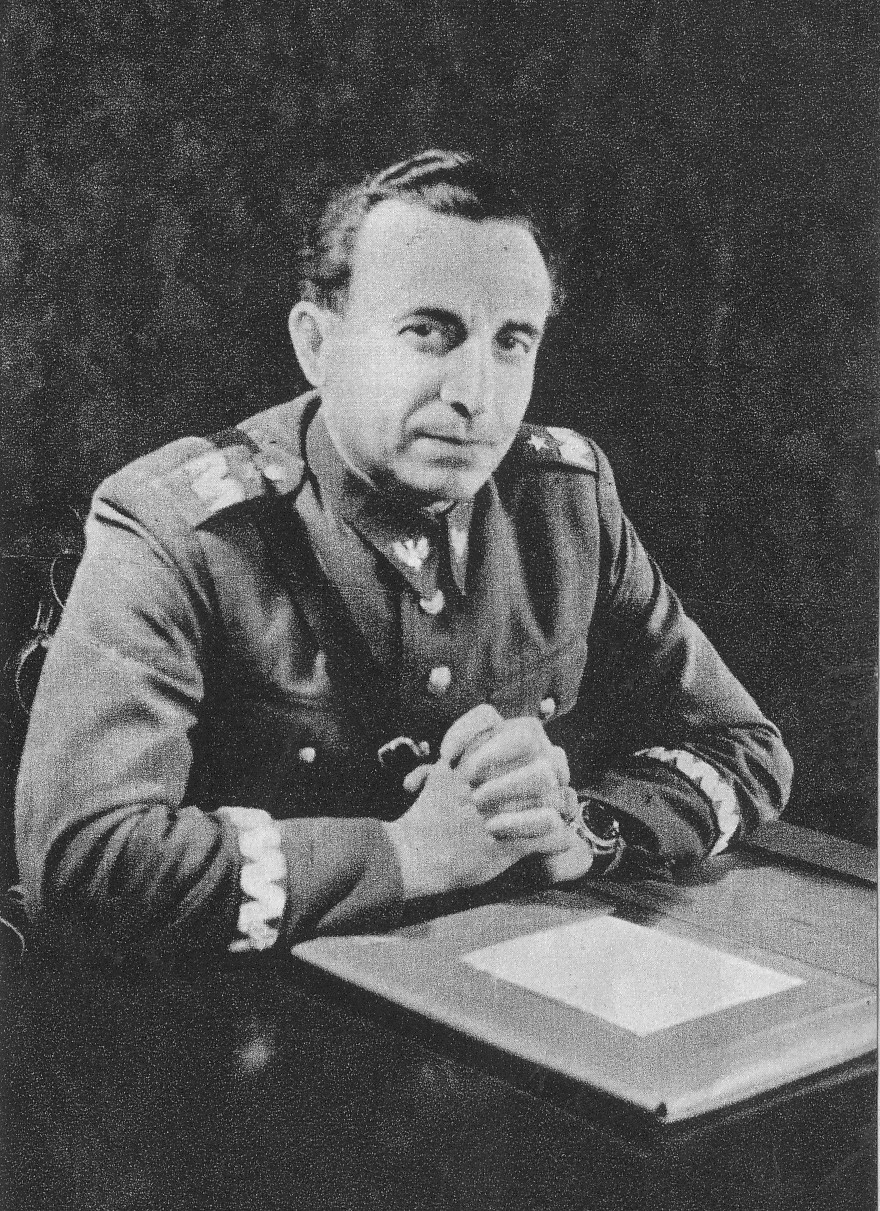
Marian Spychalski jako przewodniczący Komitetu Wykonawczego Naczelnej Rady Odbudowy Warszawy, 1945

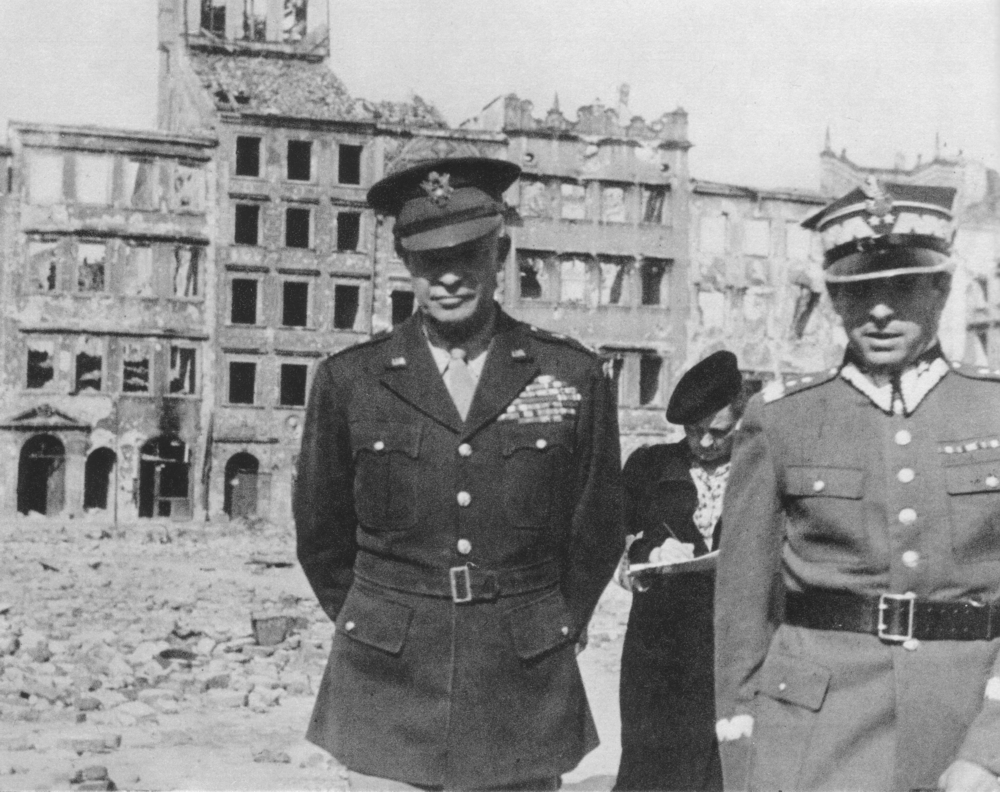
Generałowie Dwight David Eisenhower i Marian Spychalski na Rynku Starego Miasta w Warszawie, 21 września 1945

Od 19 września 1944 był prezydentem Warszawy z ramienia PKWN (w rzeczywistości objął władzę 4 dni wcześniej, z chwilą przyjazdu z Lublina). Jednocześnie pełnił funkcję przewodniczącego Rady Narodowej Warszawy. W listopadzie 1944 wraz z władzami Warszawy został przyjęty przez Stalina. W sprawozdaniu złożonym Krajowej Radzie Narodowej w dniu 31 grudnia 1944 wystąpił przeciwko planom przeniesienia stolicy do Łodzi, Krakowa albo Lublina i nie odbudowywania Warszawy. Zabiegał o odbudowę miasta w całości i utrzymanie jego roli jako stolicy państwa.
W 1945 organizował pracę Biura Odbudowy Stolicy. Na kierownika biura powołał profesora Jana Zachwatowicza. Był również przewodniczącym Komitetu Wykonawczego Naczelnej Rady Odbudowy Warszawy. W lipcu 1945 wszedł w skład Stołecznego Komitetu Obchodu Pierwszej Rocznicy Powstania Sierpniowego w Warszawie.
W 1945 dwukrotnie otrzymał stopień generalski – generała brygady 6 lutego oraz generała dywizji 3 maja. W latach 1945–1949 był wiceministrem obrony narodowej i jednocześnie zastępcą naczelnego dowódcy Wojska Polskiego ds. polityczno-wychowawczych. Z ramienia PPR faktycznie nadzorował swego formalnego zwierzchnika – ministra Michała Żymierskiego. Od 5 marca 1946 do 1 grudnia 1948 zastępca przewodniczącego Państwowej Komisji Bezpieczeństwa. Zwolennik realizacji idei armii ogólnonarodowej i wciągania do WP środowisk poakowskich i opozycyjnych oraz polonizacji korpusu oficerskiego. Jego polityka kadrowa w wojsku budziła krytykę strony radzieckiej. 10 marca 1948 Wiktor Lebiediew, ambasador ZSRR w Polsce w liście do ministra spraw zagranicznych ZSRR Wiaczesława Mołotowa pisał, iż Spychalski należy do frakcji działaczy komunistycznych „uważających się za prawdziwych Polaków” skupionej wokół Gomułki. Zarzucał Spychalskiemu, że podejmuje decyzje personalne w wojsku polskim, kierując się „uczuciem nienawiści do ludzi radzieckich”. Również Wydział Polityki Zagranicznej Wszechzwiązkowej Komunistycznej Partii (bolszewików) w swej analizie sytuacji w Polsce sporządzonej w kwietniu 1948 stwierdzał, że Spychalski prezentuje „nacjonalistyczne dążenia”, przeprowadzając w wojsku akcję usuwania ze stanowisk dowódczych oficerów radzieckich.
Od marca 1947 przewodniczył dwóm komisjom o charakterze doradczym działającym przy Biurze Politycznym PPR: Administracyjno-Samorządowej i Kulturalno-Oświatowej.
17 marca 1947 otrzymał tytuł honorowego obywatela Malborka.
Do 1948 Spychalski na posiedzeniach kierowniczych gremiów partyjnych popierał stanowisko Gomułki nawet wbrew wszystkim pozostałym członkom kierownictwa PPR (np. jeszcze w maju 1948 domagając się wraz z Gomułką odwołania Anatola Fejgina ze stanowiska zastępcy szefa Zarządu Głównego Informacji WP). Jednak latem 1948 nie został zaliczony do „prawicowo-nacjonalistycznej grupy Gomułki”, odcinając się szybko od ówczesnego sekretarza generalnego i krytykując go wraz z innymi członkami BP PPR.
Od 1948 w Polskiej Zjednoczonej Partii Robotniczej, wszedł w skład najwyższych władz partii, został członkiem Komitetu Centralnego i Biura Politycznego KC. Na początku 1949 nakazano mu złożenie samokrytyki i 4 marca 1949 zmuszono do napisania listu do Biura Politycznego KC PZPR z prośbą o przeniesienie do innej pracy.
Od 1949 był ministrem – najpierw odbudowy (od kwietnia do maja), następnie budownictwa (od maja do listopada). W tym czasie oddana została do użytku Trasa W-Z w Warszawie, zakończono odbudowę Pałacu Staszica i Pałacu Radziwiłłów, a także odsłonięto pomnik Mikołaja Kopernika. Współpracował z ekipą inżynierów i architektów, którzy ratowali obsuwający się kościół św. Anny. Plany odbudowy Grobu Nieznanego Żołnierza uzgadniał z architektem Zygmuntem Stępińskim (żołnierzem AK, uczestnikiem Powstania Warszawskiego), z którym pracował w okresie międzywojennym.
13 listopada 1949 został oskarżony o odchylenie prawicowo-nacjonalistyczne i odsunięty od stanowisk państwowych oraz wykluczony z KC PZPR. Rozpoczął pracę jako architekt przy odbudowie Wrocławia. 13 maja 1950 został aresztowany przez Józefa Światłę, a 31 października 1951 pozbawiony immunitetu poselskiego; jego uwięzienie podano do publicznej wiadomości dopiero 8 sierpnia 1951. Oskarżono go o usiłowanie zmiany przemocą ustroju państwa polskiego. Według książki Zbigniewa Błażyńskiego Mówi Józef Światło, wysunięto przeciwko Spychalskiemu następujące zarzuty: współpracę z sanacyjnym wywiadem, współpracę z AK (dowodem miały być jego spotkania z bratem), donos do Gestapo, zwalczanie komunizmu, kontakty z bratem Józefem Spychalskim. Początkowo był więziony w Miedzeszynie, a następnie w więzieniu mokotowskim. Przez pierwsze cztery lata bez podstawy prawnej – prokurator Naczelnej Prokuratury Wojskowej Józef Bilicki przesłał do Departamentu Śledczego MBP postanowienie Najwyższego Sądu Wojskowego o zastosowaniu aresztu tymczasowego „w celu ogłoszenia podejrzanym” 23 listopada 1954.
W 1951 wszystkie jego utwory zostały wycofane z polskich bibliotek oraz objęte cenzurą.
Według relacji Józefa Światły: „Bierut tymczasem, który chce mieć materiały do ostatecznego wykończenia Gomułki i Spychalskiego domaga się, aby Hryniewicz zeznał, że współpracował z gestapo na polecenie Gomułki i Spychalskiego. Ale Hryniewicz jest uparty. Z rozpaczą twierdzi, że nie miał ani z Gomułką ani ze Spychalskim nic wspólnego. Aresztowanie Lechowicza i Jaroszewicza miało przygotować teren do szantażowania Spychalskiego i do jego ostatecznej likwidacji. Raz jeszcze stwierdzam, bo wiem, że w zeznaniach tych ludzi nie było niczego co by obciążało Spychalskiego”. Marian Spychalski był w więzieniu brutalnie torturowany psychicznie (do 1953 nie miał żadnych kontaktów z rodziną) oraz fizycznie. „Nie udało się aparatowi bezpieki złamać ani Gomułki ani Spychalskiego” – zeznawał Światło.

### Polska Rzeczpospolita Ludowa

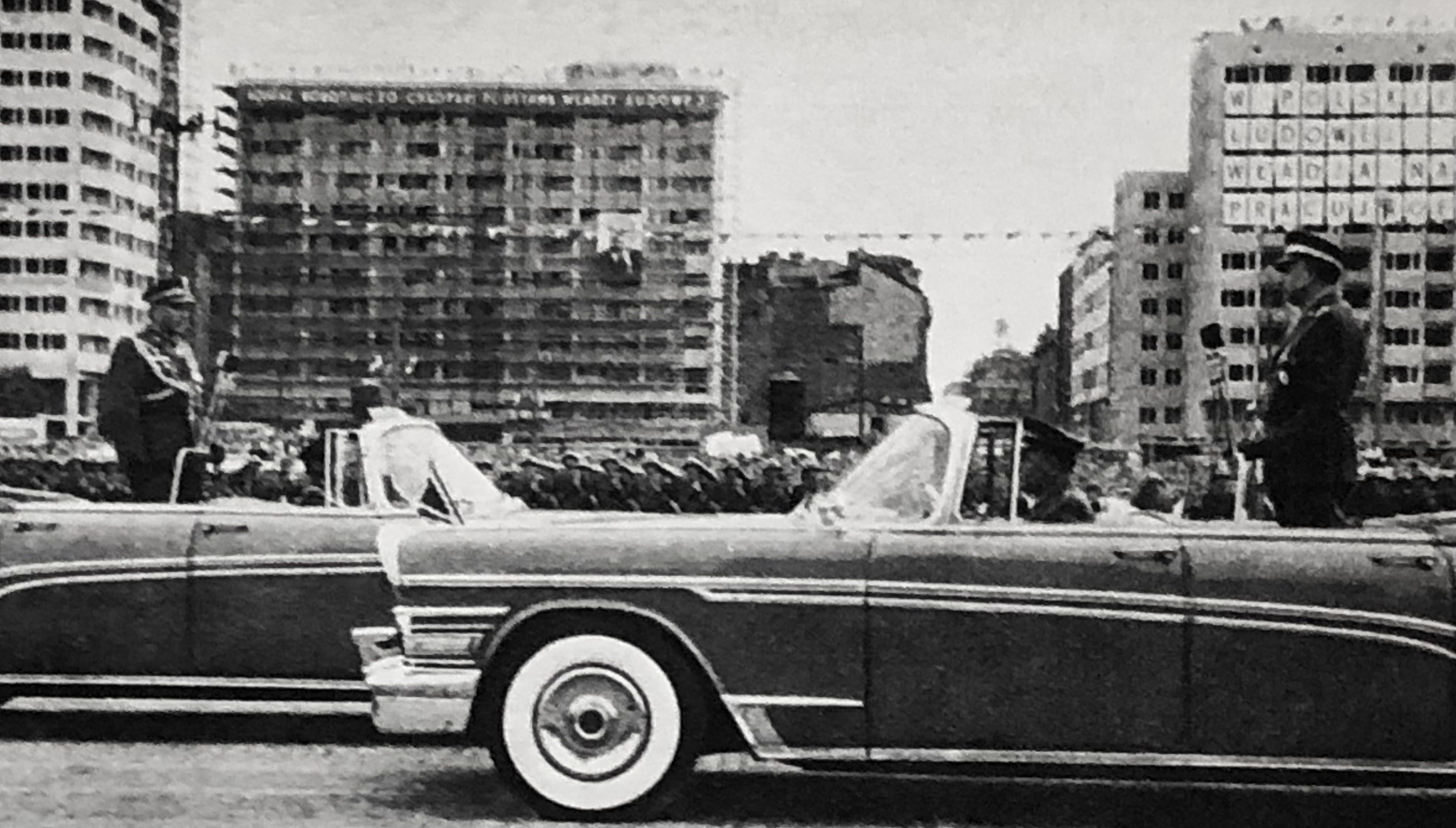
Dowódca Warszawskiego Okręgu Wojskowego gen. dyw. Czesław Waryszak składający meldunek ministrowi obrony narodowej, marsz. Marianowi Spychalskiemu, plac Defilad w Warszawie, 22 lipca 1964

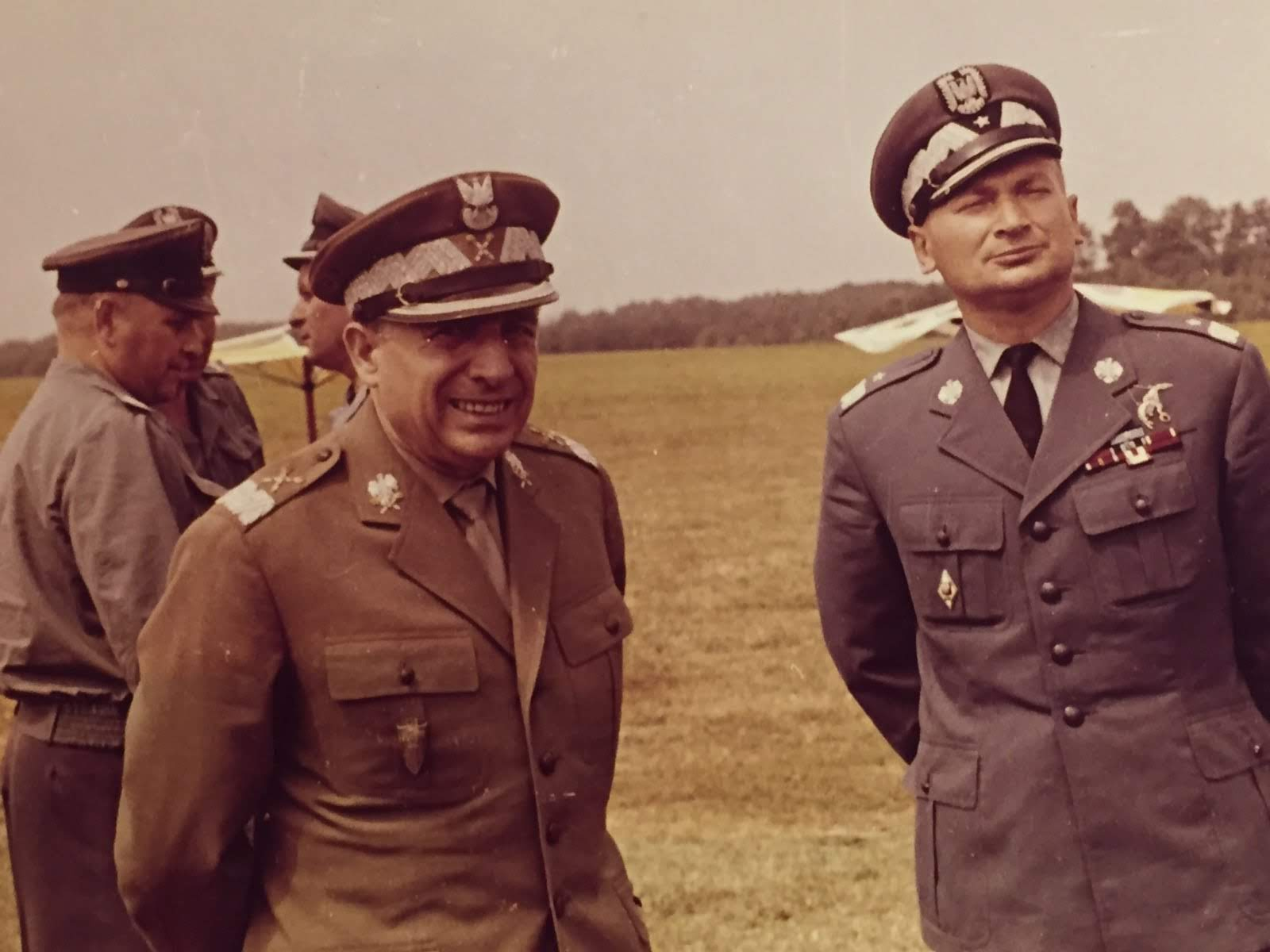
Marsz. Marian Spychalski w towarzystwie gen. pilota Romana Paszkowskiego na lotnisku wojskowym, 1967

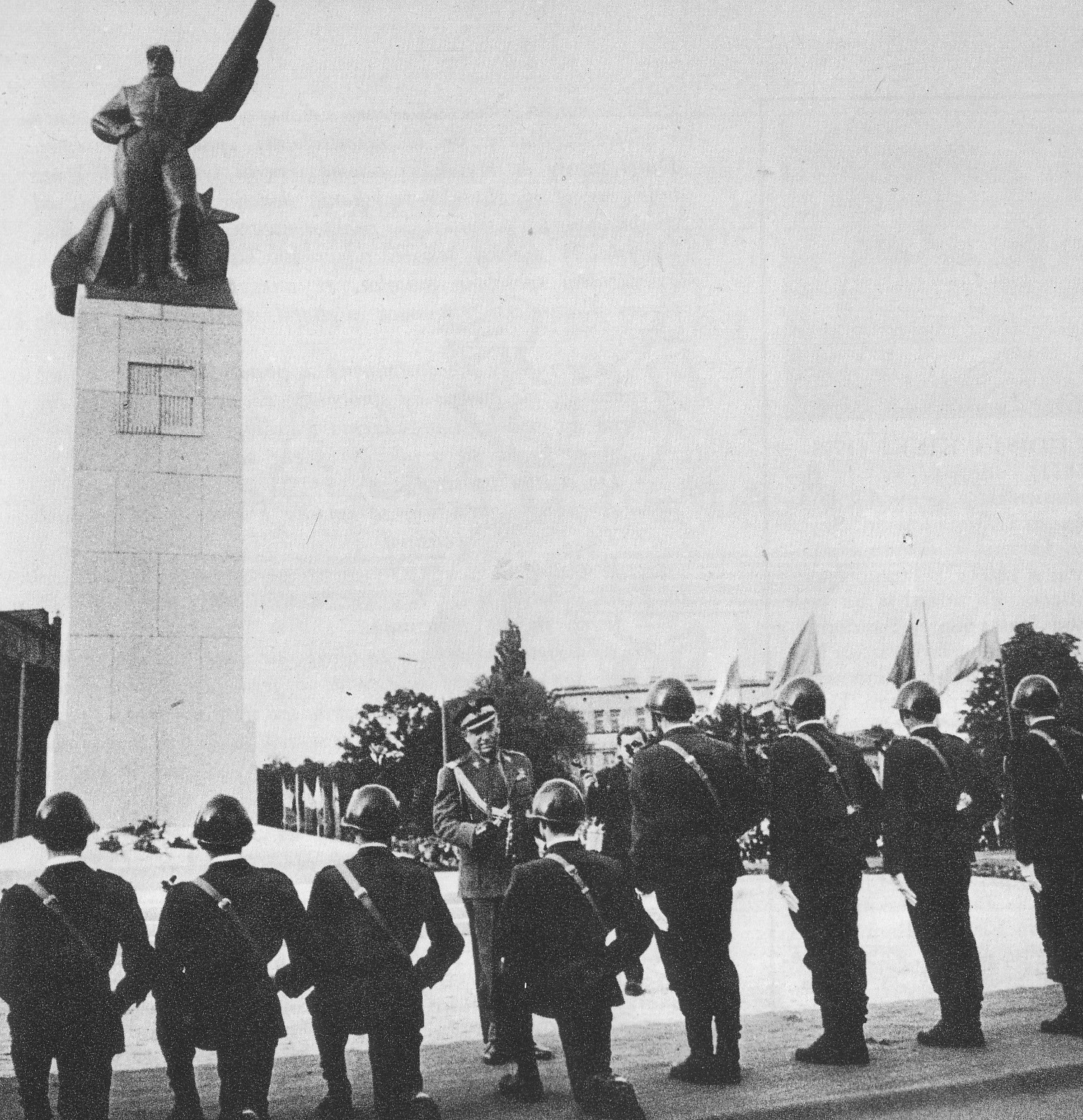
Odsłonięcie pomnika Lotnika w Warszawie. Marsz. Marian Spychalski w czasie uroczystej promocji absolwentów absolwentów szkół lotniczych, 9 września 1967

23 stycznia 1956 na posiedzeniu Biura Politycznego PZPR stanęła sprawa dalszego postępowania ze Spychalskim. Przedstawiony przez Bolesława Bieruta plan zorganizowania procesu poparł tylko Konstanty Rokossowski. Przeciwko głosowali Józef Cyrankiewicz, Edward Ochab, Roman Zambrowski, Aleksander Zawadzki i Roman Nowak. Postanowiono zwolnić Spychalskiego z więzienia w ramach amnestii. Jednak komisja partyjna rozpatrująca kwestie przywrócenia do PZPR osób represjonowanych podtrzymała decyzję wykluczającą go z partii. 12 marca 1956 Biuro Polityczne, podtrzymując tę decyzję, wycofało się z zarzutu działalności szpiegowskiej i spiskowej, ale uznało za aktualne te, które dotyczyły „zanieczyszczania kadr Wojska Polskiego obcym i wrogim elementem z pobudek nacjonalistycznych”.
Wyszedł na wolność 9 marca 1956 na podstawie ustawy z 1952 o amnestii. Nie został jednak oczyszczony z zarzutów, a nowy I sekretarz KC PZPR Edward Ochab podtrzymał decyzję o wykluczeniu go z partii. Wysunięte wobec niego oskarżenia anulowało 28 lipca 1956 VII Plenum KC PZPR, a dwa dni później zwrócono mu legitymację partyjną.
Od października 1956 był ponownie członkiem KC (do 1971) i Biura Politycznego KC PZPR (do 20 grudnia 1970). Od przełomu październikowego był jednym z najbliższych współpracowników nowego I sekretarza KC PZPR Władysława Gomułki. W styczniu 1957 wybrany na posła na Sejm PRL II kadencji z okręgu poznańskiego, uzyskując 97,9 procent głosów poparcia. Członek delegacji partyjno-państwowej, która w maju 1957 roku udała się do Moskwy, by na nowo ułożyć stosunki PRL–ZSRR. Pełnił również, ponownie z okręgu poznańskiego, mandat w Sejmie III, IV i V kadencji.
Od października do listopada 1956 wiceminister obrony narodowej i szef Głównego Zarządu Politycznego WP, od listopada minister obrony narodowej (do 1968). 22 lipca 1957 został awansowany na generała broni. Od 1961 studiował w Akademii Sztabu Generalnego. W czasie gdy sprawował funkcję ministra obrony narodowej, w WP powrócono do regulaminów i ceremoniału sprzed okresu stalinowskiego, odchodząc od wzorców przeszczepionych ze Związku Radzieckiego. Sformowano i rozwinięto wojska rakietowe, zwiększono rolę lotnictwa, przekształcono związki taktyczne w dywizje zmechanizowane, w 1967 przekształcono szkoły oficerskie w szkoły wyższe i wprowadzono obowiązek posiadania przez oficerów co najmniej średniego wykształcenia. Z dowództw i jednostek usunięto prawie wszystkich doradców i oficerów radzieckich. Przejawiał nieufność wobec oficerów radzieckich. Zachował się dokument, w którym zwracał uwagę, że lepiej w ogóle nie mieć w jednostkach wojskowych oficerów politycznych, niż mieć rosyjskich. W drugiej połowie lat 60. negatywnie oceniany przez radzieckiego ambasadora jako minister obrony wysuwający na najważniejsze stanowiska antyradziecko nastawionych generałów.
7 października 1963 otrzymał od przewodniczącego Rady Państwa Aleksandra Zawadzkiego stopień wojskowy marszałka Polski. Był ostatnią osobą, której nadano ten stopień.
Od 17 czerwca 1958 kierował pracami Społecznego Funduszu Odbudowy Kraju i Stolicy. Z funduszy SFOSiK odbudowane zostały całkowicie lub odrestaurowane cenne obiekty polskiej kultury. W Warszawie były to między innymi: Pałac w Wilanowie, Pałac Na Wodzie w Łazienkach, Pałac Staszica wraz z ulicą Nowy Świat, Pałac Kazimierzowski, pałac zwany „Królikarnią” przeznaczony na muzeum rzeźby Xawerego Dunikowskiego, kościół ewangelicki na Placu Małachowskiego, Teatr Wielki, szereg pomników – w tym: pomnik Mikołaja Kopernika, Adama Mickiewicza, Fryderyka Chopina, Józefa Poniatowskiego, kolumna Zygmunta. Poza Warszawą: Stare Miasto w Gdańsku, Ratusz i Starówka w Poznaniu, Zamek Książąt Pomorskich w Szczecinie, częściowo Wawel, zabytki Sandomierza, Kazimierza Dolnego i Lublina.
Od 15 maja 1965 był członkiem honorowym Polskiego Towarzystwa Turystyczno-Krajoznawczego.
W latach 1968–1971 przewodniczący Ogólnopolskiego Komitetu Frontu Jedności Narodu. W czerwcu 1968 wszedł w skład Komitetu Honorowego obchodów 500. rocznicy urodzin Mikołaja Kopernika.
W latach 1968–1970 przewodniczący Rady Państwa. W 1970, podczas jego oficjalnej wizyty w Pakistanie, doszło do zamachu na jego życie na lotnisku w Karaczi. Udało mu się ujść z życiem, zaś w wyniku zamachu dokonanego na płycie lotniska przez wjechanie ciężarówką w szpaler osób witających przybywającego Spychalskiego zginęły cztery osoby, w tym wiceminister spraw zagranicznych Zygfryd Wolniak (zamachu dokonał obywatel Pakistanu, Mohammed Faruz Abdallah, kierowca Pakistańskich Linii Lotniczych).
Został odsunięty od władzy razem z ekipą Władysława Gomułki, co było następstwem wydarzeń na Wybrzeżu w grudniu 1970.
Do końca życia wchodził w skład Rady Naczelnej Związku Bojowników o Wolność i Demokrację.
W latach 70. był przeciwnikiem budowy osiedla „Za Żelazną Bramą”. Zgodnie z jego wnioskiem zostały zmienione plany osiedla. Dwa budynki przesunięto tak, żeby nie wchodziły na Oś Saską. Po zbudowaniu osiedla, w celu zamknięcia Osi Saskiej, przygotował projekt przesunięcia pałacu Lubomirskich w stronę Ogrodu Saskiego.
Był przeciwnikiem planów (przedwojennych i powojennych) zabudowania Pola Mokotowskiego. Zgodnie ze wspomnieniami architekta Józefa Sigalina, powtarzał uparcie: „Brońcie pola Mokotowskiego przed zabudową. To skarb Warszawy”. Zgłaszał projekt budowy Muzeum Wojska Polskiego na terenie Cytadeli Warszawskiej oraz projekt pomnika „Zwycięstwa i Wolności”, w miejscu przecięcia się Osi Saskiej z ulicą Marszałkowską. Chciał, żeby powstał pomnik-symbol wszystkich Polaków, cywilów i wojskowych, zabitych w czasie drugiej wojny światowej. Pomnik według projektu architekta Marka Leykama miał mieć u podstaw tablice z wypisanymi wszystkimi jednostkami Wojska Polskiego walczącymi w czasie drugiej wojny światowej, a także informacje o AK i AL.

### Śmierć i pogrzeb

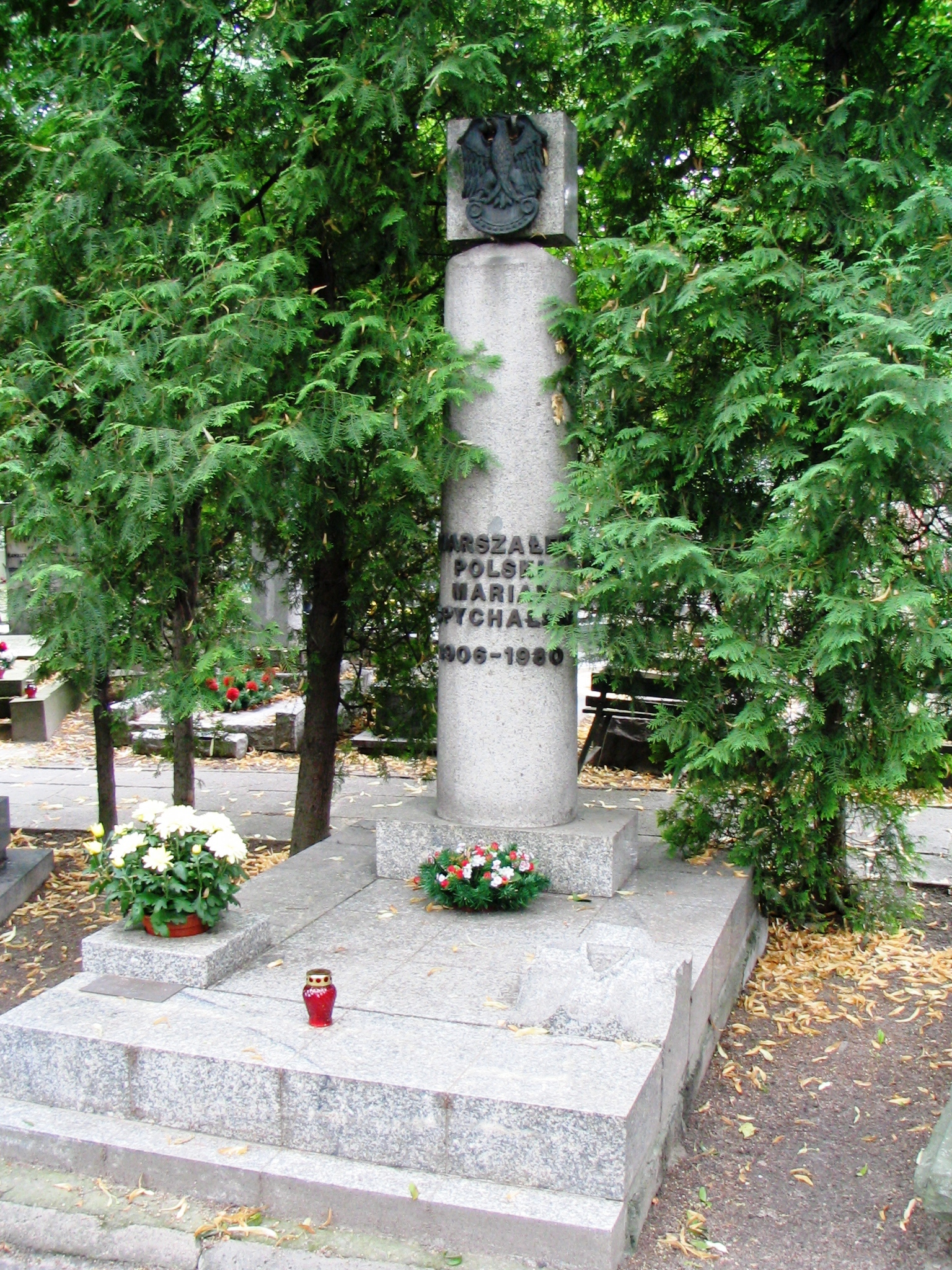
Grób Mariana Spychalskiego i jego żony na Cmentarzu Wojskowym na Powązkach w Warszawie

Zmarł 7 czerwca 1980 w Warszawie. Pochowany w Alei Zasłużonych na cmentarzu Wojskowym na Powązkach w Warszawie (kwatera: A30-Półkole-3). W pogrzebie uczestniczyli m.in. przewodniczący Rady Państwa prof. Henryk Jabłoński, członkowie Biura Politycznego KC PZPR Władysław Kruczek i Stanisław Kania, członkowie Rady Państwa Henryk Szafrański i Stanisław Wroński, minister do spraw kombatantów gen. dyw. Mieczysław Grudzień, a także emerytowani członkowie władz: Władysław Gomułka, Ignacy Loga-Sowiński i Ryszard Strzelecki. Mowę pogrzebową w imieniu żołnierzy WP wygłosił minister obrony narodowej gen. armii Wojciech Jaruzelski. Prasa emigracyjna zwróciła uwagę na nieobecność na pogrzebie zarówno I sekretarza KC PZPR Edwarda Gierka, jak i premiera Edwarda Babiucha.

## Życie prywatne
Od 1935 był żonaty z Barbarą Matyldą z domu Skrzypczyk (1910–1988), z którą miał córki Annę (historyk sztuki, autorka książek o Hieronimie Boschu) i Małgorzatę (ur. 1942), z zawodu scenografkę oraz syna Marka, który zmarł, mając rok i dwa miesiące (ur. 16 maja 1946, zm. 12 lipca 1947). W swoich pamiętnikach stwierdza, że jego syn został otruty przez „bandy” celem zwabienia Spychalskiego do Szczawnicy, gdzie syn wraz z żoną przebywał. W czasie uwięzienia Spychalskiego po oskarżeniu go o próbę obalenia ustroju w 1951, jego żona bezskutecznie próbowała wstawić się za nim u Marii Dąbrowskiej.
Miał trzech braci i siostrę. Jego starszym bratem był Józef – późniejszy pułkownik piechoty Wojska Polskiego, dowódca Batalionu Stołecznego broniącego zachodniego odcinka Warszawy (Wola, Koło, Powązki) we wrześniu 1939, od września 1942 Komendant Okręgu Krakowskiego AK, zamordowany w sierpniu 1944 w obozie koncentracyjnym Sachsenhausen.

## Awanse
- major – 1943
- podpułkownik – 1 stycznia 1944
- pułkownik – 11 listopada 1944
- generał brygady – 6 lutego 1945
- generał dywizji – 3 maja 1945[68]
- generał broni – 22 lipca 1957
- marszałek Polski – 7 października 1963

## Ordery, odznaczenia i wyróżnienia
- Order Budowniczych Polski Ludowej (6 grudnia 1961)[69]
- Order Sztandaru Pracy I klasy (1959)[70]
- Krzyż Komandorski z Gwiazdą Orderu Odrodzenia Polski (21 lipca 1946)[71]
- Order Krzyża Grunwaldu II klasy (3 stycznia 1945)[72][73]
- Krzyż Komandorski Orderu Odrodzenia Polski
- Order Krzyża Grunwaldu III klasy (30 kwietnia 1944)[74][75]
- Krzyż Kawalerski Orderu Wojennego Virtuti Militari (11 maja 1945)[76]
- Krzyż Partyzancki (12 czerwca 1946)[77]
- Medal za Warszawę 1939–1945 (17 stycznia 1946)[78]
- Medal za Odrę, Nysę, Bałtyk
- Medal Zwycięstwa i Wolności 1945
- Złoty Medal „Siły Zbrojne w Służbie Ojczyzny”
- Srebrny Medal „Siły Zbrojne w Służbie Ojczyzny”
- Brązowy Medal „Siły Zbrojne w Służbie Ojczyzny”
- Medal 10-lecia Polski Ludowej (1955)
- Medal 30-lecia Polski Ludowej (1974)
- Medal „Za udział w walkach o Berlin”
- Złoty Medal „Za zasługi dla obronności kraju”
- Srebrny Medal „Za zasługi dla obronności kraju”
- Brązowy Medal „Za zasługi dla obronności kraju”
- Odznaka 1000-lecia Państwa Polskiego (1963)[79]
- Złote Odznaczenie im. Janka Krasickiego (1963)[80]
- Odznaka honorowa „Zasłużonemu Działaczowi ORMO”
- Odznaka Honorowa Polskiego Czerwonego Krzyża
- Honorowa odznaka Zrzeszenia Studentów Polskich (1963)[81]
- Odznaka honorowa Związku Zawodowego Budowlanych (1963)[82]
- Złota Honorowa Odznaka PTTK (1965)[83]
- Złota Odznaka Honorowa Towarzystwa Przyjaźni Polsko-Radzieckiej (1964)[84]
- Honorowa odznaka Związku Ociemniałych Żołnierzy (1965)[85]
- Złota odznaka Związku Nauczycielstwa Polskiego (1966)[86]
- Złoty medal pamiątkowy dla uczczenia górnictwa w Tysiąclecie Państwa Polskiego (1963)[87]
- Medal pamiątkowy 25-lecia MO i SB (1969)[88]
- Złota Odznaka Honorowa Gryfa Pomorskiego (1959)[89]
- Odznaka honorowa „Za zasługi dla Gdańska” (1960)[90]
- Złota Odznaka honorowa „Za Zasługi dla Warszawy” (1960)[91]
- Złota odznaka „Zasłużonemu w rozwoju województwa katowickiego” (1960)[92]
- Odznaka honorowa „Zasłużony dla Warmii i Mazur” (1960)[93]
- Odznaka „Budowniczego Wrocławia” (1967)[94]
- Złota Odznaka „Zasłużony dla Dolnego Śląska” (1967)[95]
- Odznaka honorowa „Za szczególne zasługi dla rozwoju województwa bydgoskiego” (1967)[96]
- Odznaka „Zasłużonemu Opolszczyźnie” (1968)[97]
- Odznaka „Za zasługi dla Lubelszczyzny” (1969)[98]
- Odznaka „Budowniczy Nowej Huty” (30 marca 1960)[99]
- Złota odznaka Towarzystwa Miłośników Miasta Poznania (1965)[100]
- Honorowy członek Towarzystwa Przyjaciół Sieradza (1968)[101]
- Krzyż Wielki Orderu Korony (Belgia)
- Order Georgi Dimitrowa (Bułgaria, 1970)[102]
- Czechosłowacki Wojskowy Order Lwa Białego „Za zwycięstwo” (1947)[103]
- Gwiazda I klasy Czechosłowackiego Wojskowego Orderu Lwa Białego „Za zwycięstwo” (1949)[104]
- Dukielski Medal Pamiątkowy (Czechosłowacja, 1961)[105]
- Wielki Krzyż Orderu Białej Róży Finlandii (Finlandia)
- Krzyż Wielki Orderu Dwóch Rzek (al-Rafidain; Irak, 1968)[106]
- Order Partyzanckiej Gwiazdy I stopnia (Jugosławia, 1946)[107]
- Medal „Za Odwagę” (Jugosławia, 1946)[107]
- Order Bojowego Sztandaru (Jugosławia, 1967)
- Order Suche Batora (Mongolia, 1968)[108]
- Order Lenina (Związek Radziecki, 1968)
- Medal „Za zwycięstwo nad Niemcami w Wielkiej Wojnie Ojczyźnianej 1941–1945” (Związek Radziecki)
- Medal jubileuszowy „Dwudziestolecia zwycięstwa w Wielkiej Wojnie Ojczyźnianej 1941–1945” (Związek Radziecki, 1965)
- Odznaka „25 lat Zwycięstwa w Wielkiej Wojnie Ojczyźnianej 1941–1945” (Związek Radziecki, 1970)[109]
- Medal jubileuszowy „Trzydziestolecia zwycięstwa w Wielkiej Wojnie Ojczyźnianej 1941–1945” (Związek Radziecki, 1975)
- Medal jubileuszowy „50 lat Sił Zbrojnych ZSRR” (Związek Radziecki, 1968)[110]
- Medal jubileuszowy „W upamiętnieniu 100-lecia urodzin Władimira Iljicza Lenina” (Związek Radziecki, 1969)
- Doktorat honoris causa nauk prawnych Uniwersytet Pendżabu w Lahaur (Pakistan, 1970)[111]